# Idrottsföreningen Kamraterna Göteborg 2020
Questa voce raccoglie le informazioni riguardanti l'Idrottsföreningen Kamraterna Göteborg, meglio conosciuto come IFK Göteborg, nelle competizioni ufficiali della stagione 2020.

## Maglie e sponsor
A partire da questa stagione il nuovo sponsor tecnico è l'azienda svedese Craft. Per il secondo anno di fila il main sponsor è Serneke.

La prima maglia presenta le classiche strisce verticali biancoblu. La seconda maglia è di colore blu marino, con una striscia verticale bianca e una blu sulla metà di destra. La terza maglia è gialla, anch'essa presenta con una striscia verticale bianca e una blu sulla metà di destra.
| Casa | Trasferta | Terza divisa |

## Rosa
| N. |                   | Ruolo | Calciatore              |
| -- | ----------------- | ----- | ----------------------- |
| 1  | Grecia (bandiera) | P     | Giannīs Anestīs         |
| 2  | Svezia (bandiera) | D     | Jesper Tolinsson        |
| 3  | Svezia (bandiera) | C     | Adil Titi               |
| 4  | Svezia (bandiera) | D     | Kristopher Da Graca     |
| 5  | Svezia (bandiera) | D     | Alexander Jallow        |
| 7  | Svezia (bandiera) | C     | Sebastian Eriksson      |
| 8  | Svezia (bandiera) | C     | Hosam Aiesh             |
| 9  | Svezia (bandiera) | A     | Robin Söder (capitano)  |
| 10 | Svezia (bandiera) | A     | Patrik Karlsson Lagemyr |
| 11 | Svezia (bandiera) | C     | Amin Affane             |
| 14 | Svezia (bandiera) | A     | Christian Kouakou       |
| 15 | Svezia (bandiera) | C     | Jakob Johansson         |
| 16 | Svezia (bandiera) | A     | Sargon Abraham          |
| 17 | Svezia (bandiera) | A     | Alexander Farnerud      |

| N. |                     | Ruolo | Calciatore                    |
| -- | ------------------- | ----- | ----------------------------- |
| 19 | Svezia (bandiera)   | C     | August Erlingmark             |
| 20 | Svezia (bandiera)   | D     | Victor Wernersson             |
| 21 | Svezia (bandiera)   | C     | Noah Alexandersson            |
| 22 | Georgia (bandiera)  | A     | Giorgi Kharaishvili           |
| 23 | Svezia (bandiera)   | D     | Emil Holm                     |
| 26 | Armenia (bandiera)  | D     | André Calisir (vice capitano) |
| 27 | Svizzera (bandiera) | C     | Nzuzi Toko                    |
| 27 | Svezia (bandiera)   | D     | Yahya Kalley                  |
| 28 | Nigeria (bandiera)  | C     | Alhassan Yusuf                |
| 30 | Svezia (bandiera)   | D     | Mattias Bjärsmyr              |
| 31 | Svezia (bandiera)   | P     | Tom Amos                      |
| 86 | Svezia (bandiera)   | C     | Pontus Wernbloom              |
| 89 | Svezia (bandiera)   | C     | Tobias Sana                   |

## Risultati

### Allsvenskan

#### Girone di andata
| Arbitro: | Glenn Nyberg |

|  |           |           |
|  | Marcatori | 45’ Frick |

| Arbitro: | Bojan Pandžić |

|                     |           |                                 |
| Da Graca 15’ (aut.) | Marcatori | 45+1’ Sana 86’ Karlsson Lagemyr |

| Arbitro: | Mohammed Al-Hakim |

|                            |           |                           |
| Bjärsmyr 49’ Abraham 90+2’ | Marcatori | 3’ Bergström 59’ Löfquist |

| Arbitro: | Glenn Nyberg |

|                           |           |                                   |
| Andersson 35’ Vecchia 63’ | Marcatori | 37’ Karlsson Lagemyr 80’ Farnerud |

| Arbitro: | Kristoffer Karlsson |

|                   |           |  |
| Mets 90+2’ (aut.) | Marcatori |  |

| Arbitro: | Glenn Nyberg |

|                                                    |           |                      |
| Bergmann Jóhannesson 26’ Gerson 75’ Almqvist 90+4’ | Marcatori | 72’ Karlsson Lagemyr |

| Arbitro: | Kaspar Sjöberg |

|                  |           |                                 |
| Aiesh 62’ (rig.) | Marcatori | 9’ (rig.) Ulvestad 34’ Holmberg |

| Arbitro: | Andreas Ekberg |

|                  |           |                  |
| Kharaishvili 11’ | Marcatori | 90+1’ Al Hamlawi |

| Arbitro: | Kristoffer Karlsson |

|                |           |                    |
| I. Khalili 69’ | Marcatori | 90+4’ (rig.) Aiesh |

| Arbitro: | Bojan Pandžić |

|                           |           |                               |
| Kharaishvili 9’ Aiesh 54’ | Marcatori | 73’ Sylisufaj 90+5’ Johansson |

| Göteborg 26 luglio 2020, ore 14:30 11ª giornata | Häcken         | 0 – 0 referto | IFK Göteborg | Bravida Arena (0 spett.)\| Arbitro: \| Andreas Ekberg \| |
| Arbitro:                                        | Andreas Ekberg |               |              |                                                          |

| Arbitro: | Mohammed Al-Hakim |

|  |           |                                            |
|  | Marcatori | 5’ (rig.) Christiansen 18’ Sarr 83’ Berget |

| Arbitro: | Victor Wolf |

|                              |           |                                         |
| Erlingmark 3’ Erlingmark 85’ | Marcatori | 27’ (aut.) Johansson 31’ Sonko Sundberg |

| Arbitro: | Adam Ladebäck |

|             |           |                 |
| Mehmeti 58’ | Marcatori | 84’ (rig.) Sana |

| Arbitro: | Glenn Nyberg |

|                |           |          |
| Israelsson 14’ | Marcatori | 32’ Sana |

#### Girone di ritorno
| Arbitro: | Victor Wolf |

|                      |           |                                |
| Karlsson Lagemyr 61’ | Marcatori | 4’ Almqvist 30’ Nyman 76’ Levi |

| Arbitro: | Kristoffer Karlsson |

|                      |           |                              |
| Berg 51’ Edwards 59’ | Marcatori | 42’ (rig.) Sana 87’ Farnerud |

| Arbitro: | Mohammed Al-Hakim |

|                     |           |                      |
| Löfquist 57’ (rig.) | Marcatori | 25’ Karlsson Lagemyr |

| Arbitro: | Kristoffer Karlsson |

|  |           |                                                       |
|  | Marcatori | 20’ Jóhannsson 71’ Tanković 78’ Tanković 87’ Tanković |

| Arbitro: | Mohammed Al-Hakim |

|  |           |                                              |
|  | Marcatori | 23’ Farnerud 40’ (aut.) Wede 77’ (rig.) Sana |

| Arbitro: | Kaspar Sjöberg |

|                 |           |                                  |
| Wernbloom 90+2’ | Marcatori | 40’ (aut.) Kouakou 65’ Magnusson |

| Borås 27 settembre 2020, ore 17:30 22ª giornata | Elfsborg       | 0 – 0 referto | IFK Göteborg | Borås Arena (0 spett.)\| Arbitro: \| Andreas Ekberg \| |
| Arbitro:                                        | Andreas Ekberg |               |              |                                                        |

| Arbitro: | Victor Wolf |

|                |           |  |
| Erlingmark 39’ | Marcatori |  |

| Arbitro: | Mohammed Al-Hakim |

|                     |           |  |
| Rogić 4’ Goitom 61’ | Marcatori |  |

| Arbitro: | Victor Wolf |

|                                                        |           |               |
| Christiansen 3’ (rig.) Toivonen 35’ Calisir 64’ (aut.) | Marcatori | 23’ Wernbloom |

| Arbitro: | Adam Ladebäck |

|  |           |           |
|  | Marcatori | 2’ Besara |

| Arbitro: | Mohammed Al-Hakim |

|  |           |          |
|  | Marcatori | 33’ Holm |

| Arbitro: | Kristoffer Karlsson |

|             |           |              |
| Abraham 18’ | Marcatori | 9’ Bengtsson |

| Arbitro: | Victor Wolf |

|  |           |                                                |
|  | Marcatori | 26’ Holm 33’ Abraham 59’ Farnerud 71’ Bjärsmyr |

| Arbitro: | Bojan Pandžić |

|                           |           |  |
| Bjärsmyr 11’ Bjärsmyr 80’ | Marcatori |  |

### Svenska Cupen 2019-2020

#### Gruppo 7
| Arbitro: | Kristoffer Karlsson |

|                            |           |  |
| Kharaishvili 14’ Söder 27’ | Marcatori |  |

| Arbitro: | Martin Strömbergsson |

|  |           |                            |
|  | Marcatori | 21’ Kharaishvili 68’ Söder |

| Arbitro: | Andreas Ekberg |

|           |           |               |
| Söder 33’ | Marcatori | 37’ Andersson |

#### Fase finale
| Arbitro: | Kaspar Sjöberg |

|              |           |                                          |
| Tanković 19’ | Marcatori | 54’ Aiesh 104’ (rig.) Aiesh 108’ Abraham |

| Arbitro: | Mohammed Al-Hakim |

|  |           |                |
|  | Marcatori | 98’ Wernersson |

| Arbitro: | Glenn Nyberg |

|                                   |           |              |
| Karlsson Lagemyr 86’ Farnerud 94’ | Marcatori | 40’ Toivonen |

### Svenska Cupen 2020-2021
| Arbitro: | Richard Sundell |

|                  |           |                                        |
| Dimitrijević 31’ | Marcatori | 8’ Erlingmark 16’ Eriksson 27’ Kouakou |

### Europa League 2020-2021
| Arbitro: | Guillermo Cuadra Fernández |

|          |           |                        |
| Sana 73’ | Marcatori | 83’ Mudražija 85’ Wind |